# سعيد المناعي (ممثل)
سعيد المناعي،(1966-) ممثل وكاتب قطري. بدأ في المجال الفني منذ عام 1983، شارك في العديد من المسلسلات والمسرحيات ومن أكثر الشخصيات التي يقوم بأدائها والتي عرف من خلالها على شاشة التلفزيون شخصية الشايب مثل شخصية ابوصالح في مسلسل فايز التوش وأبوكراع في مسلسل المقاريد وغيرها،

## أعماله

### مسلسلات تلفزيونية
- فايز التوش
- الدالوب
- محسن منكم وفيكم
- البيت الكبير
- الناس بيزات
- السر في بير
- صار وش كان
- عيني يابحر
- يوم آخر
- المقاريد
- تصانيف الجزء الثاني
- عيال تمبه

### مسلسلات إذاعية
- البيت العتيق
- المسراح

### مسرحيات
- زلزال
- المحتاس
- في بيتنا مرشح
- وزير الناس
- رحلة الأحلام
- موال الفرح والحزن
- عرب سات
- كلني ياجناب السلطان
- سعيد راهن ومرهون

### أفلام سينمائية
- عقارب الساعة